# Riu Rubyiro
El riu Rubyiro és un riu al sud-oest de Ruanda que és un afluent esquerre del riu Ruzizi.
S'uneix a Ruzizi, que forma la frontera entre la República Democràtica del Congo i Ruanda, uns 2 km sobre el punt on el riu Ruhwa entra al Ruzizi, que forma la frontera entre Ruanda i Burundi.